# Tauchgebiet

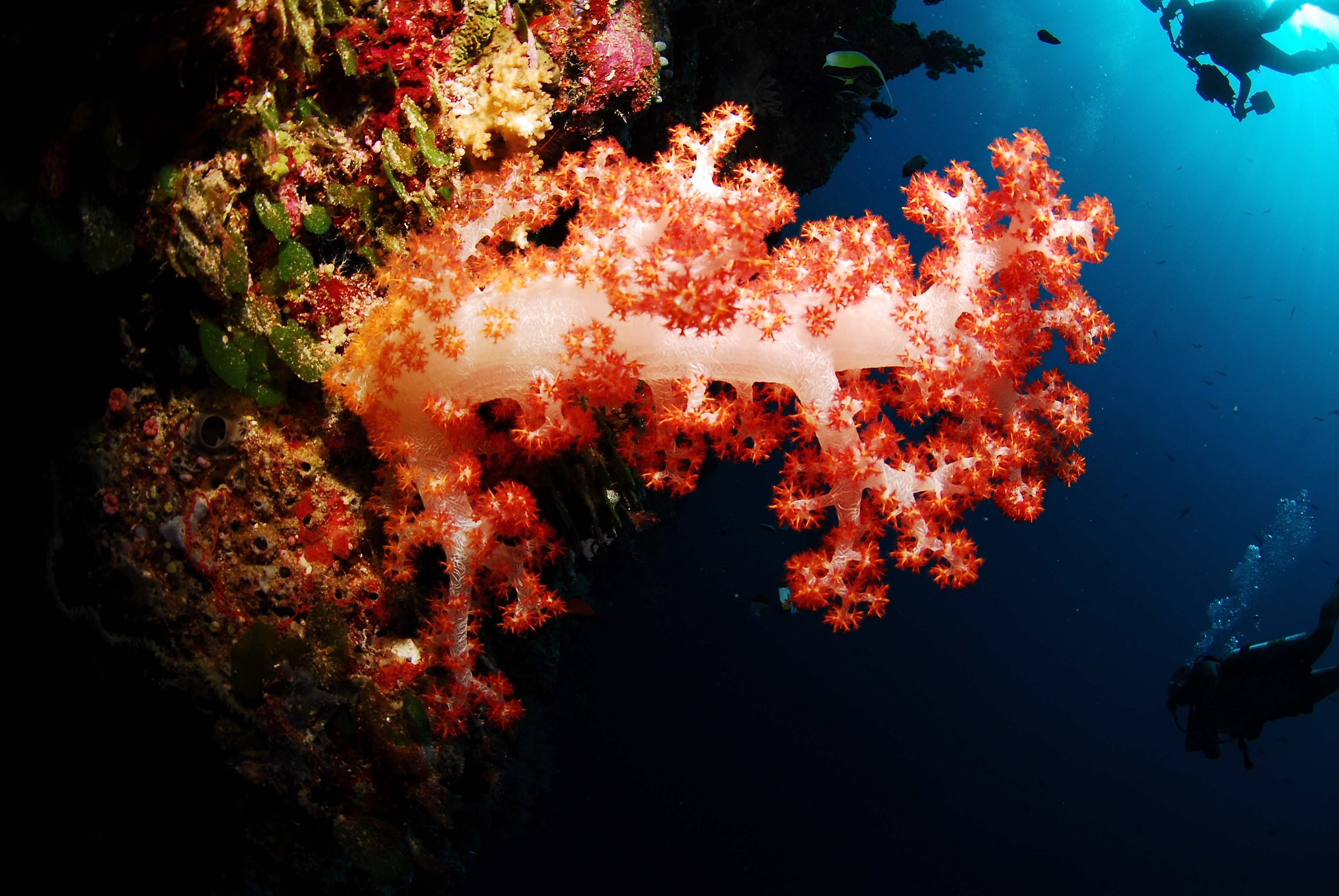
Sporttaucher im Blue Corner auf Palau mit einer Bäumchen-Weichkoralle im Vordergrund.

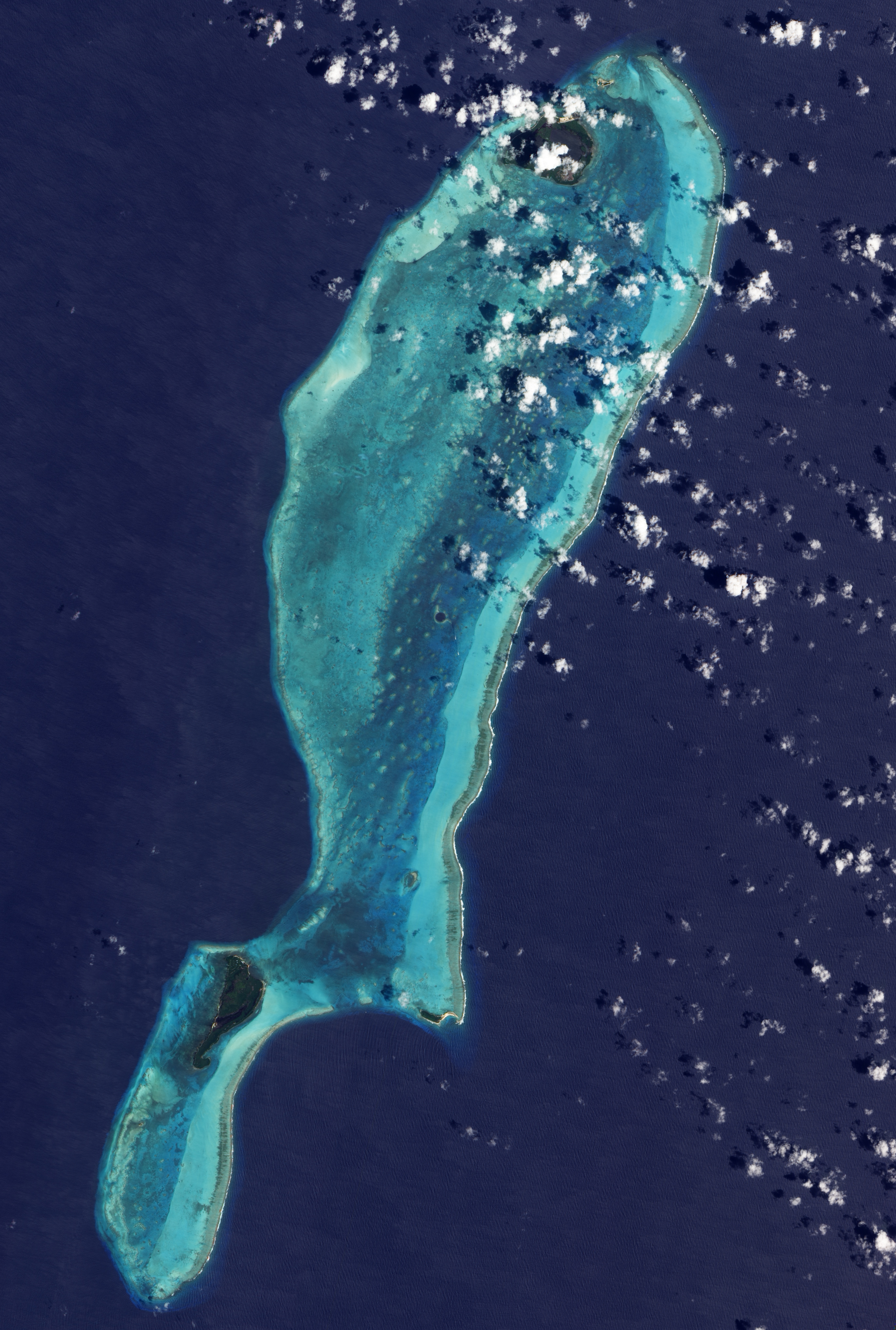
Satellitenfoto von Great Blue Hole und Lighthouse Reef

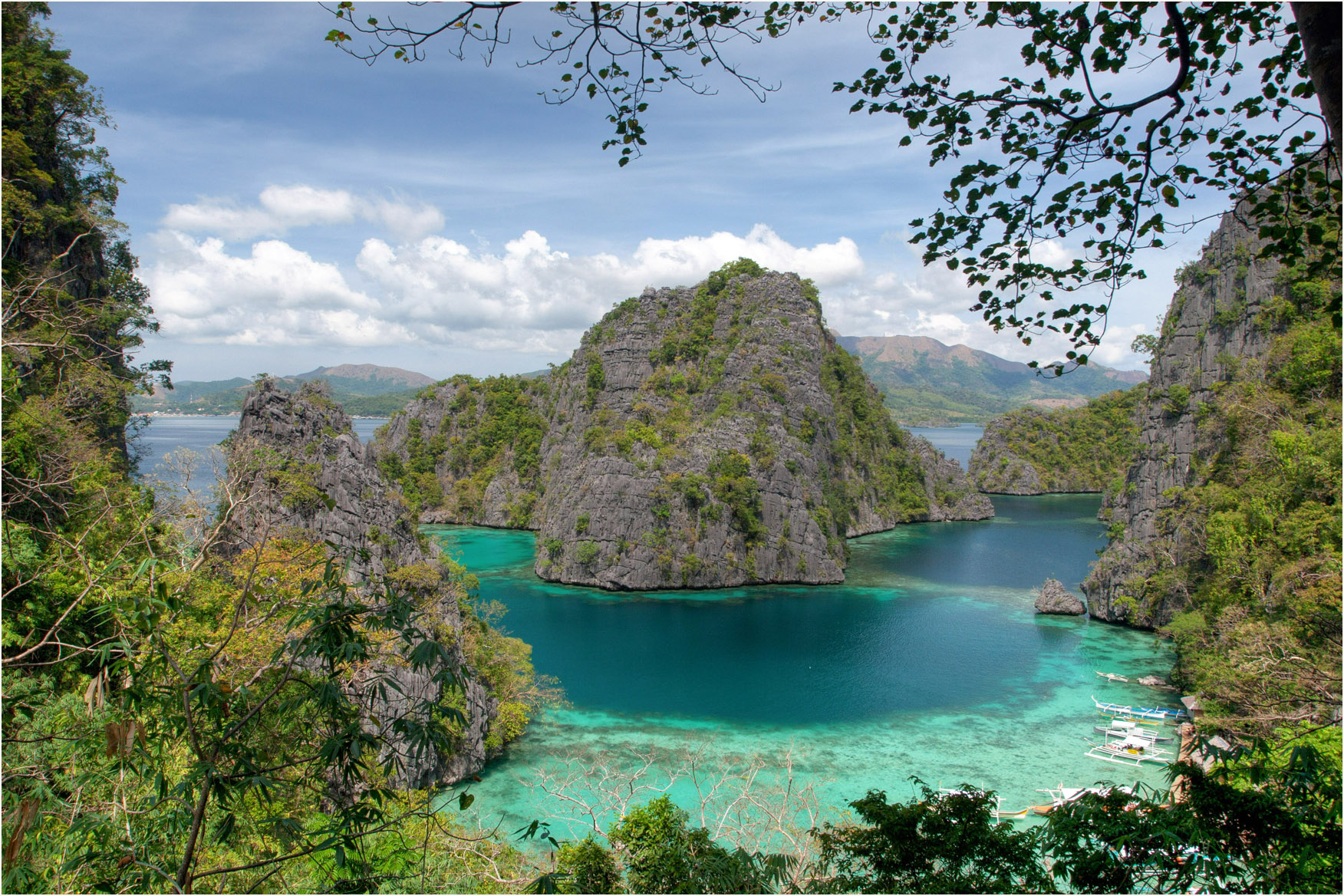
Coron Island Cove auf den Philippinen

Mit Tauchgebiet wird im Tourismus ein meist nicht genau abgegrenzter Bereich in einem Gewässer bezeichnet, welcher aufgrund natürlicher oder menschengemachter Einflussfaktoren für das Sporttauchen geeignet ist.
Ähnliche, aber nicht vollkommen synonyme touristische Begriffe sind Tauchspot, Tauchplatz und seltener auch Tauchrevier.

## Benennung von Tauchgebieten
Die Bezeichnung von Tauchgebieten ist oft mit der Bezeichnung eines geographischen Ortes – zum Beispiel einer Insel, einer Bucht, einer Höhle, eines Nationalparks, eines Strandes – identisch, besonders bei von der Küste abgelegenen Tauchspots kommen auch nicht-geographische Bezeichnungen vor, zum Beispiel nach dem Schiffsnamen eines Wracks (Salem Express), nach besonderen Gegebenheiten des Terrains, Wassers oder Lichts (Blue Hole) oder nach einer zahlreich vorkommenden Spezies (Shark Point).

## Faktoren der Attraktivität von touristischen Tauchgebieten
Die Eignung eines Gebietes zum Tauchen ist abhängig von den Fähigkeiten und Interessen des Tauchers. So können Gebiete die der Laie nicht mit dem Tauchsport in Verbindung bringt, gerade für fortgeschrittene Taucher, die anspruchsvollere Tauchgänge unternehmen, sehr attraktiv sein. Für weniger erfahrene Taucher spielt das Klima und die Jahreszeit eine große Rolle. Daher ist auch ein bekanntes Tauchgebiet nicht für jeden Taucher jederzeit geeignet. Manche Tauchgebiete eignen sich besonders gut für das Schnorcheln, andere für die Unterwasserfotografie oder das Wracktauchen. In diversen unterschiedlichen Top-Ten-Listen wird versucht, für spezielle Ansprüche die besten Tauchgebiete zu bewerten.
Im Tourismusmarketing und in Reiseführern werden oft Länder oder Küstenregionen als gute Tauchgebiet beworben. Meist richten sich diese Angaben an Urlaubs- oder eher unerfahrene Taucher. Auch herrschen in den so beworbenen Tauchgebieten nicht zwingend das ganze Jahr über für Anfänger geeignete Bedingungen.
Die folgenden Punkte können über eine Eignung einer Region oder Örtlichkeit als Tauchgebiet entscheiden:
- die Artenvielfalt von Fischen, Wasserpflanzen und Korallen
- die Anzahl an Unterwasserlebewesen
- durch Menschen geschaffene Tauchziele (z. B. Wracks)[5]
- die Sicht unter Wasser[6]
- Wassertemperatur[6]
- die Wassertiefe
- die Nähe zur Küste[7]
- das Vorhandensein von Tauchbasen, Tauchschulen oder Tauchsafaris[8]
- Abwesenheit von menschengemachten Gefahren (Schiffsverkehr oder Krieg)
- Verschmutzungen der Gewässer
- Strömung, Wellengang oder Eisbedeckung[6][9]
- das Vorhandensein von Resorts und Hotels[5]
- das Vorhandensein von Wasserrettungsorganisationen
- die Nähe zu einer Dekompressionskammer[10]
- Transportmöglichkeiten zur An- und Abreise (internationale Flughäfen oder Fähren)
- Keine bzw. wenig gesetzliche, behördliche oder hausrechtliche Einschränkungen

## Kritik
Besuchen mehrere Tauch-Boote täglich denselben Tauchspot in einem Korallenriff, so kann dies die Unterwasserwelt einem dauernden Stress aussetzen. Die Schiffe können einen die Fische vertreibenden Schallpegel verursachen, mit ihren Ankern die Korallen schädigen und die Besatzungen verklappen nicht selten – teils giftige – Abfälle (wie Reinigungsmittel und Schmier- oder Triebsstoffe) ins Meer. Da ein Gerätetaucher von den meisten Wassertieren als Bedrohung wahrgenommen wird, können täglich auftretende große Gruppen von Tauchern dazu führen, dass einige Arten andere, ungestörte Lebensräume aufsuchen. Mit mangelhafter Tarierung können ungeübte oder unvorsichtige Taucher die Korallen direkt beschädigen, indem sie Teile davon abschlagen, oder den Untergrund aufwirbeln, was eine Abschattung und das Absterben der Korallenstöcke verursachen kann. Werden Unterwasserlebewesen von der Besatzung eines Tauchsafari-Boots regelmäßig gefüttert, kann dies zu Erkrankungen der Tiere führen. All diese durch Tauchsafaris verstärkten Stressfaktoren haben den teilweise ohnehin schon fragilen Zustand, der durch die globale Erwärmung und die damit zusammenhängende Versauerung der Meere verursacht wird, in vielen Riffen noch verschärft. Im Jahre 2011 untersagten daher die thailändischen Umweltbehörden das Tauchen an mehreren beliebten Zielen von Tauchsafaris, um eine Erholung der Riffe zu ermöglichen. Weiterhin wurden schon in den 1990er Jahren strikte Limits von 4000 bis 6000 Tauchgängen jährlich pro Tauchspot festgesetzt, um die Korallen und seltene Fischarten zu schützen.

## Tauchgebiete nach Kontinenten

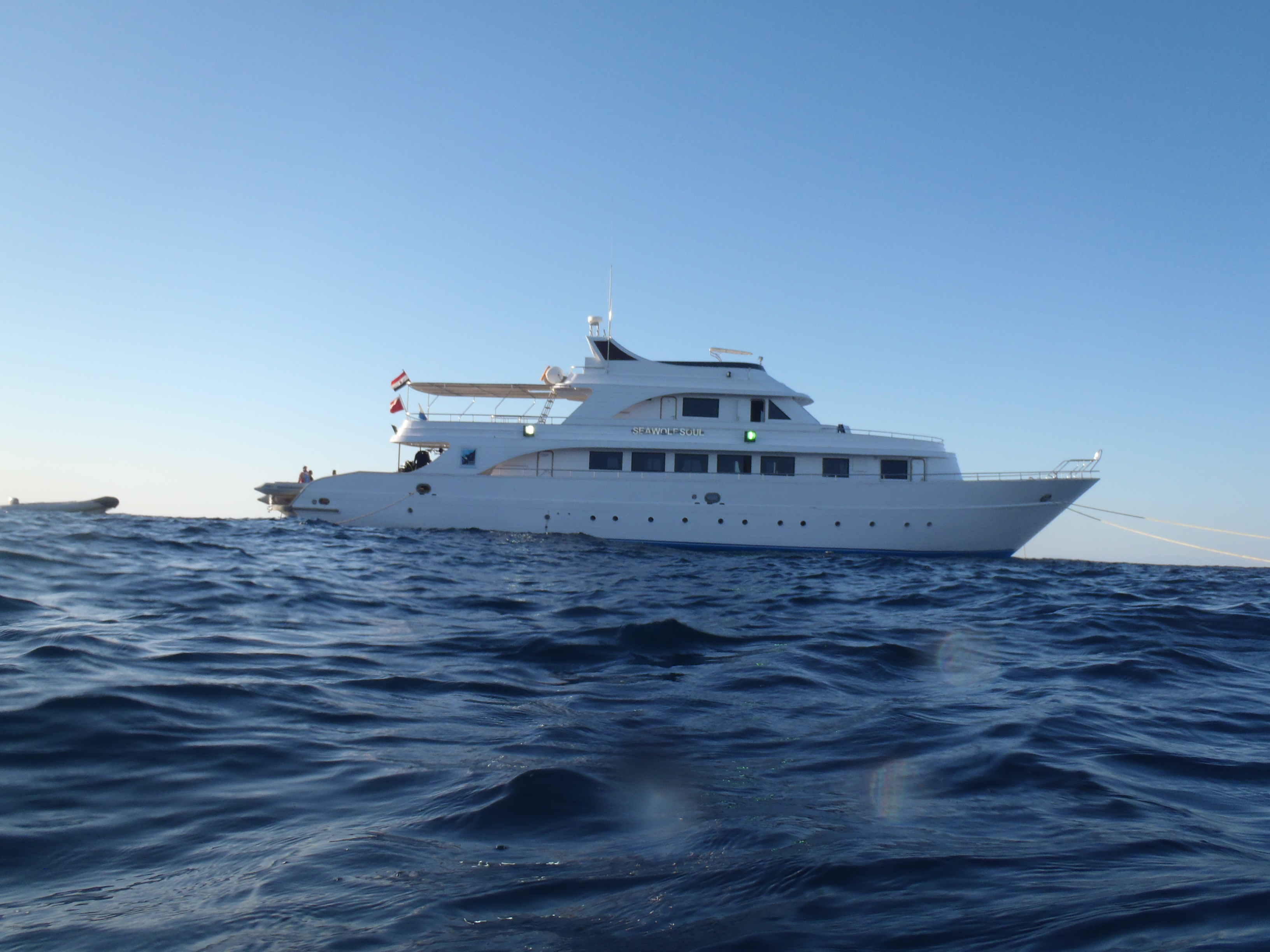
Tauchsafari-Boot auf dem Roten Meer.

Grundsätzlich es gibt in nahezu jedem größeren Gewässer und an jeder Küste gute Tauchplätze. Nicht alle betauchbaren Gebiete eignen sich für Urlaubs- oder unerfahrene Taucher. In bestimmten Orten oder Regionen häufen sich Infrastrukturen für Sporttaucher, wie beispielsweise Tauch-Resorts, Tauchschulen, Tauchboote oder Füllstationen. Deshalb sollen im Folgenden nur Orte und Regionen genannt werden, wo es eine Häufung der Infrastruktur für Sporttaucher gibt, wo international sehr bekannte Tauchplätze zu finden sind oder Regionen die als Tauchgebiete Bekanntheit erlangt haben:

### Afrika und arabische Halbinsel
Südliches Afrika
Die bekanntesten Tauchgebiete im südlichen Afrika liegen rund um Kapstadt und am Sodwana Bay. Ersteres ist vor allem für das Wracktauchen bekannt. Andere Ziele für Sporttaucher sind: Plettenberg Bay, Mossel Bay sowie die Umgebung von Inhambane in Mosambik
Ostafrika
Viele bekannte Tauchplätze gibt es rund um Mauritius, Réunion, die Seychellen und Sansibar im Indischen Ozean. Weitere bekannte Tauchgebiete befinden sich in der Nähe von Nacala (Mosambik) und im Diani-Chale-Meeresschutzgebiet, in Kenia.
Ägypten und Israel

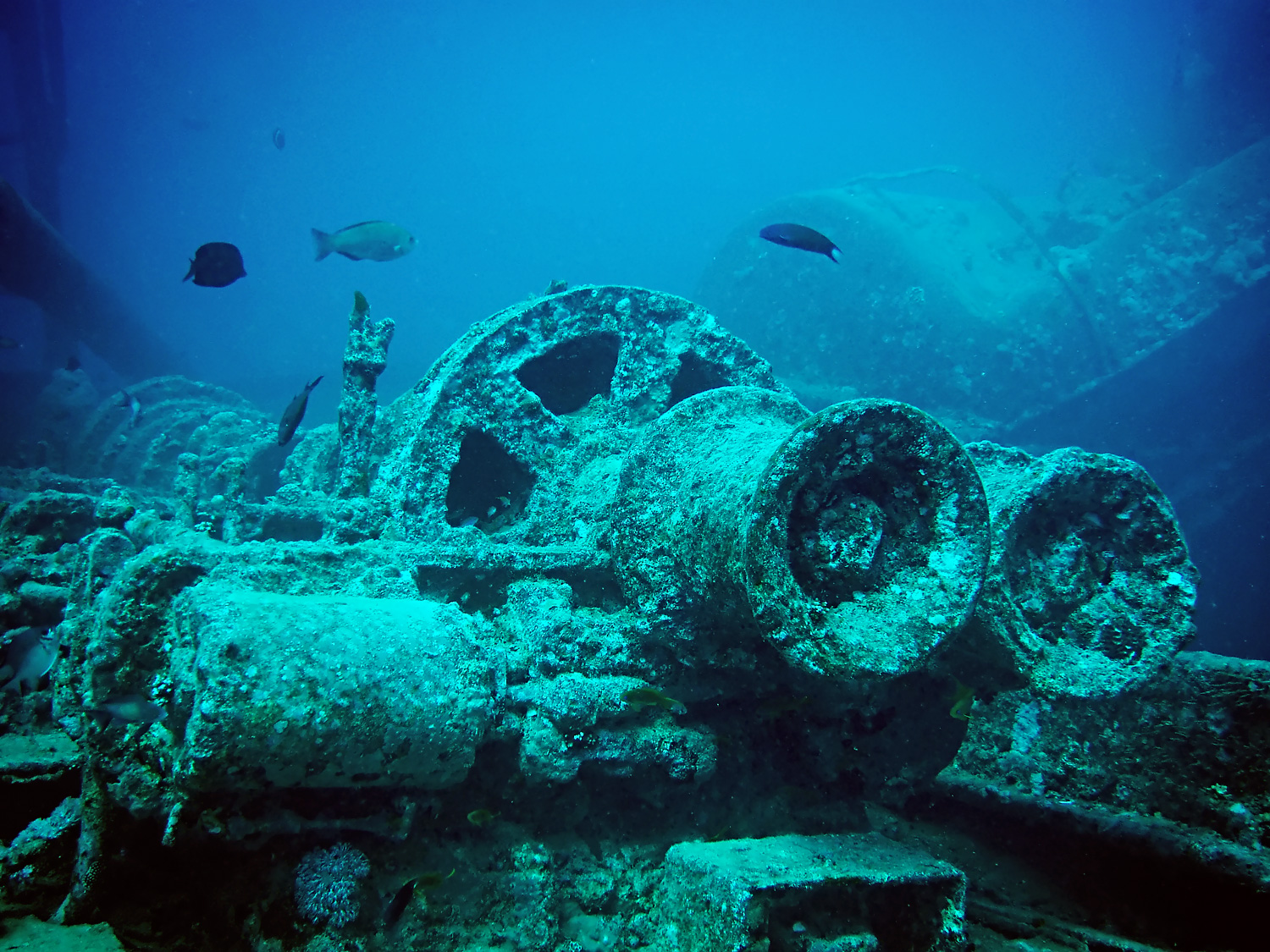
Teil des Wracks der Thistlegorm am Grund es Roten Mees.

Eines der weltweit am meisten besuchten Tauchgebiete ist das Rote Meer. Wegen der großen Artenvielfalt und des warmen klaren Wassers starten von Eilat, Dahab und Scharm El-Scheich aus zahlreiche Tauchsafari-Boote in den Golf von Akaba. Viele Taucher haben in den Tauchschulen dort das Tauchen erlernt. Weite Orte mit zahlreichen Tauchbasen sind Hurghada, Marsa Alam sowie Alexandria und Tel Aviv am Mittelmeer.
Arabische Halbinsel
In Persischen Golf gibt es zahlreiche Tauchplätze mit großer Artenvielfalt. Unter Tauchern bekannt sind Dubai, Doha, Al-Dschubail, Al-Kuwait und Abu Dhabi. Am Golf von Oman sind Fujairah und Maskat Orte, wo unter Wasser viele Großfische des Indischen Ozeans anzutreffen sind.
Nordafrika
An der tunesischen Küste gibt es im Golf von Hammamet und bei der Insel Djerba stark frequentiere Tauchplätze.
Westafrika
Die vor Afrika im Atlantik liegenden Kanarischen Inseln sind für abwechslungsreiche Tauchplätze bekannt.

### Asien
Indochina

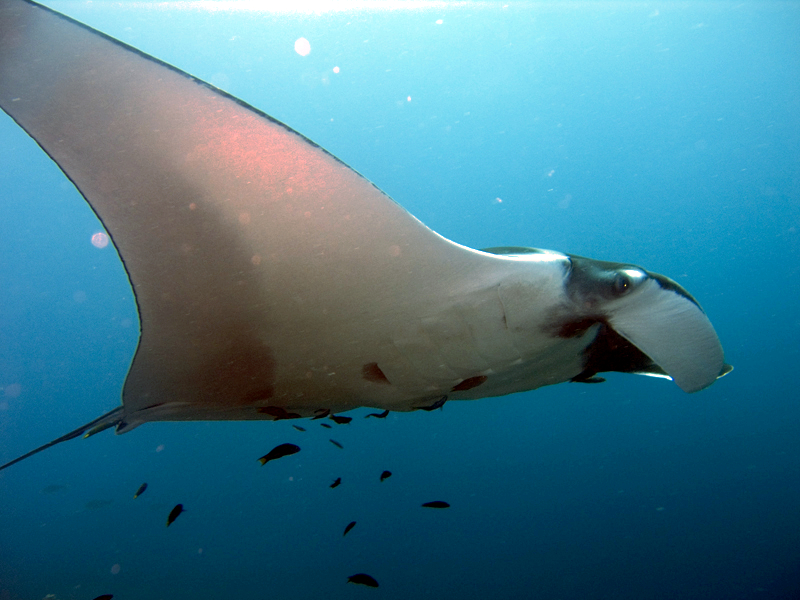
Riesenmanta vor der Küste von Hin Daeng in Thailand

Vor den Küsten von Thailand liegen einige der meist frequentierten Tauchgebiete Asiens. Die Insel Phuket, die Region um Khao Lak und die Inseln Ko Samui, Koh Tao, Mu Ko Similan und Koh Chang werden jährlich von tausenden Tauchern besucht. Sipadan, Redang und die Perhentian-Inseln sind die bekanntesten Tauchdestinationen von Malaysia. Weniger frequentiert, aber ebenso bekannt sind die Tauchplätze bei Sihanoukville, Nha Trang oder Đà Nẵng in Vietnam.
Pazifik
Einige bekannte Tauchgebiete gibt es vor Hengchun (Taiwan) und bei der japanischen Insel Okinawa. Bekannt für sehr gute Voraussetzungen für das Tauchen sind auch Panglao, Negros, Mindoro, Boracay und Busuanga, die zu den Philippinen gehören.
Indonesien und Osttimor
Die üppigen Riffe vor Bunaken, Gangga, Sangihe, Togian, Wakatobi, Bali, den Sundainseln und Kalimantan besuchen alljährlich viele Taucher. Dili auf Osttimor dürfte die einzige Landeshauptstadt weltweit sein, die Korallenriffe nahe dem Stadtzentrum besitzt.

### Australien und Südsee-Inseln

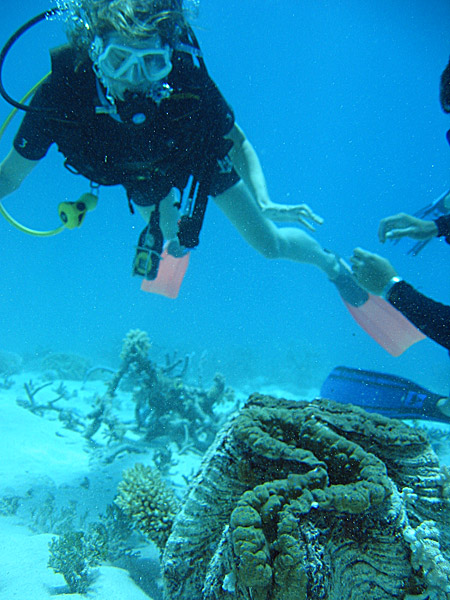
Taucherin über einer Riesenmuschel im Great Barrier Reef.

Australien
Entlang dem gut 2300 km langen Great Barrier Reef sind Australiens beste Tauchplätze zu finden. Um die einmalige Fauna und Flora des Great Barrier Reef zu sehen, besteigt die größte Zahl von Tauchern in Cairns ein Tauchboot. Das Ningaloo Reef und die Wrack-Tauchplätze um die tasmanische Insel King Island sind weitere gute Ziele für Taucher in Australien. Auch in Perth, Adelaide, Melbourne, Sydney, Brisbane, Sunshine Coast, Gold Coast, Townsville und Port Douglas gibt es zahlreiche Tauchschulen.
Neuseeland
Die Poor Knights Islands gelten als das beste Tauchgebiet Neuseelands. Neben Unterwasser-Höhlen und spektakulären Felsformationen findet dort jährliche die Paarung von tausenden Stachelrochen statt. Tauchplätze mit großer Artenvielfalt gibt es auch im Bay of Islands, im Hauraki Gulf, im Bay of Plenty, rund um die Kaikoura Peninsula und Banks Peninsula. Gute Wracktauchstellen bieten die Marlborough Sounds. Die Rainbow Warrior, das ehemalige Schiff der Umweltschutzorganisation Greenpeace, das am 10. Juli 1985 vom französischen Geheimdienst in der Bucht von Auckland versenkt worden war, wurde nach Abschluss der Untersuchungen am 2. Dezember 1987 in der Matauri Bay auf den Cavalli Islands versenkt. Das Wrack, das seit Jahren ein beliebtes Tauchziel ist, wurde 2013 von Lonely Planet zu einem der Top 10 Tauchspots der Welt gekürt.
Fiji
Die meisten Tauchbasen gruppieren sich rund um und im Tourismuszentrum Nadi. Auf nahezu jeder der kleineren, die Hauptinsel Viti Levu umgebenden Inseln, gibt es mindestens eine Tauchbasis. Auf Vanua Levu wird Savusavu und der Norden von Taveuni gerne von Sporttauchern besucht. Weitere Tauchgebiete gibt es auf Kadavu (Great Astrolabe Reef), den Yasawa-Inseln und den Mamanuca-Inseln, z. B. auf Mana.
Cookinseln
Auf Rarotonga sind die meisten Tauchbasen von den Cookinseln beheimatet. Aitutaki ist ein Weiteres beliebtes Zeile für Taucher.
Französisch-Polynesien
Die bekannteste Tauchplätze von Französisch-Polynesien liegen im Riff von Bora Bora. Auch rund um Moorea, im Nordosten von Tahiti, rund um Avatoru und Rotoava gibt es gute Tauchgebiete.
Vanuatu
Das beste Tauchgebiet von Vanuatu ist sicher der Mele Bay bei Port Vila. Daneben gibt es rund um Luganville bekannte Tauchbasen.
Micronesia
Guam bietet rund um Tamuning gute Bedingungen für Taucher. Auf den Nördlichen Marianen gibt es auf Saipan einige Tauchbasen.
Palau
Ebenfalls als eines der besten Tauchgebiete der Welt werden auf Palau die als Rock Islands bekannten Chelbacheb-Inseln mit Blue Corner, den Blue Holes und dem German Channel genannt.
Juan-Fernández-Inseln und Osterinsel
Als gute Tauchgebiete gelten auch, die zu Chile gehörenden, aber weit entfernt im Pazifik liegenden Juan-Fernández-Inseln und die Osterinsel. Trotz sehr klarem Wasser und starker Strömung, sind Flora wie Fauna sind karg.

### Europa und Mittelmeer-Inseln
Nordsee
Gute Plätze, um ein Schiffswrack zu betauchen, gibt es am deutschen Nordseeufer bei Cuxhaven, Wilhelmshaven, Bremerhaven, Helgoland oder Borkum. In den Niederlanden gibt es vor allem in Zeeland (etwa der Grevelingen) viele bekannte Tauchplätze. An der norwegischen Küste ist das Wasser kalt, aber auch sehr klar und zahlreiche Wracks machen das Tauchen attraktiv. Spektakuläre Kaltwassertauchgänge kann man im kristallklaren Wasser der Silfra-Spalte, nahe Islands Hauptstadt Reykjavík machen.
Ostsee

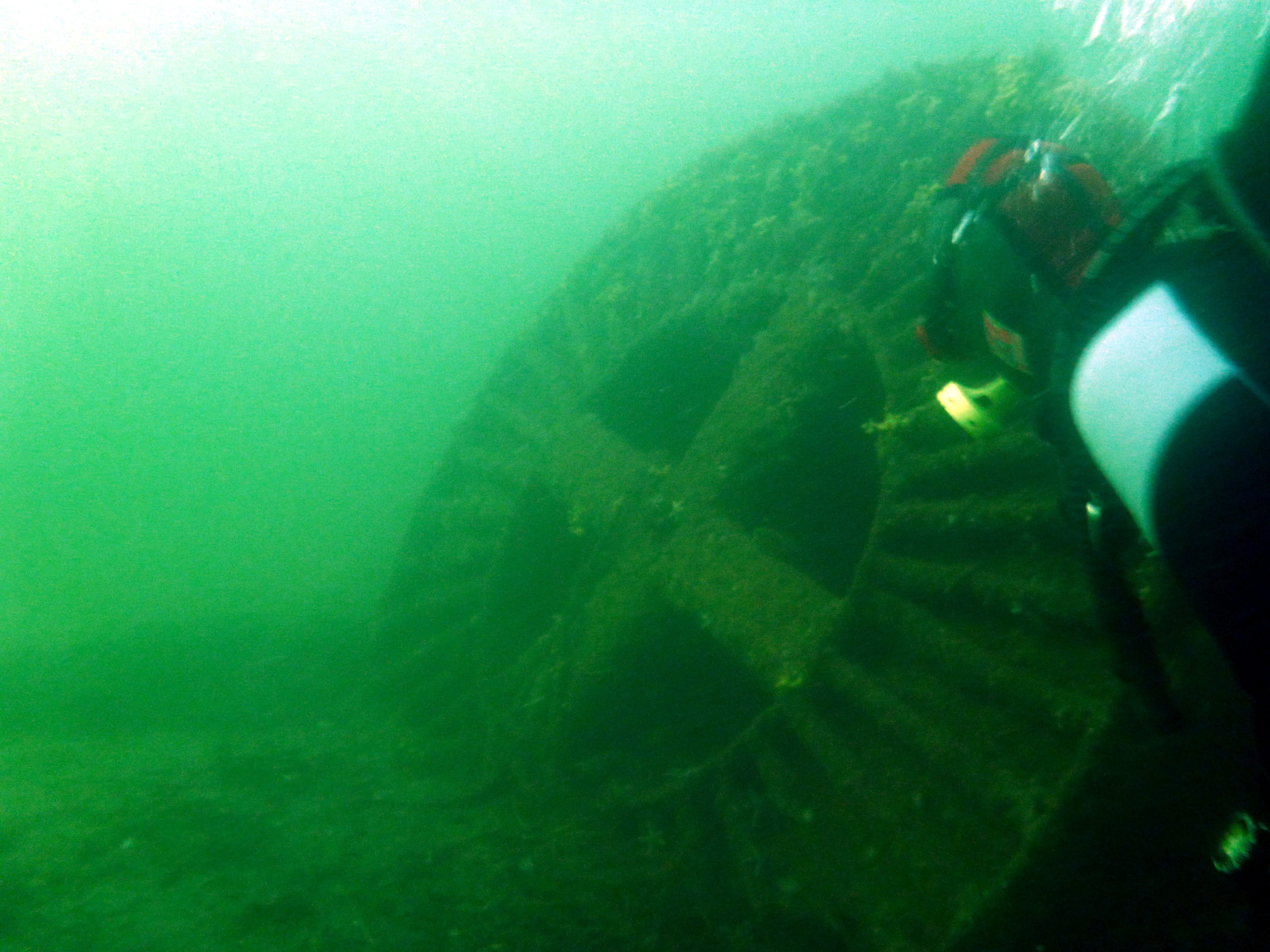
Die Kabeltrommel in der Ostsee vor Strande (auf ca. 10 m tiefe)

In der Ostsee gibt es zahlreiche Tauchplätze, an zahlreiche Stellen ist ein Einstieg vom Strand aus möglich, Wracktauchen erfordert häufig ein Boot. Die Gezeiten sind in der Ostsee nahezu ohne Einfluss, starken Strömungen kommen im Wesentlichen im Kleinen Belt und im Fehmarnsund vor. Entsprechend dem von West nach Ost abnehmenden Salzgehalt des Brackwassers, nimmt die Anzahl der vorkommenden marinen Arten ab, kommen liminische Arten vor.
Ein Exemplarischer Tauchplatz ist Strande.
Großbritannien und Irland
In Großbritannien gelten die Scilly-Inseln als das beste Tauchgebiet. Dort liegen über 800 Wracks – aus mehr als tausend Jahre Geschichte – am Meeresgrund. An der Westküste von Irland gibt es wegen des Golfstroms ungewöhnlich warmes Wasser und große Kelpwälder und viele atlantische Großfische. Die Tauchgründe der Isle of Man bieten einen sehr großen Artenreichtum und gehören zu den besten Tauchplätzen Europas.
Iberische Halbinsel
Die spanische Mittelmeerküste ist etwa 4.000 km lang; dort liegen die beliebtesten Tauchgebiete, die Korallenriffe vor der Costa Brava. Besonders bevorzugt werden die Inselgruppe Illes Medes, sowie die Balearen. In Portugal liegen die schönsten Tauchgebiete nicht am Festland, sondern um die atlantischen Inselgruppe Madeira. Dort ist besonders der Unterwasser-Nationalpark Garajau Natural Marine Park bei Caniço hervorzuheben. Sehr bekannt und fürs Tauchen geeignet ist die Inselgruppe der Azoren; ein Highlight ist die 70 km vor Pico gelegene Untiefe Banco Princesa Alice. Aber auch zwischen Lagos und Cabo de São Vicente an der Algarve liegt ein beliebtes Tauchgebiet. Die Tauchgebiete an der spanischen Atlantikküste liegen im Norden des Landes, vor Santander, La Coruña und San Sebastián, ziehen aber mit ihrem kalten Wasser nur wenige internationale Tauchtouristen an. Im Süden, an der Costa de la Luz, wird wegen der starken Strömung und der Nähe der Mittelmeertauchgebiete kaum getaucht.
Mittelmeer

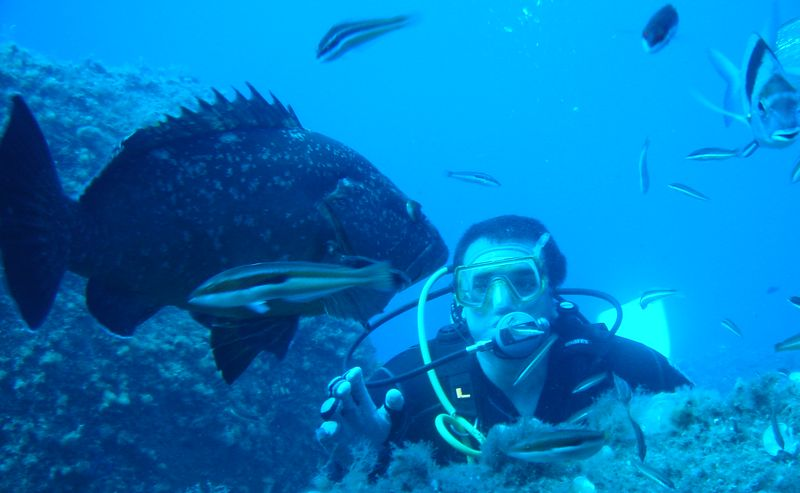
Taucher vor der Inselgruppe Îles Lavezzi bei der Insel Korsika

Als eines der besten Tauchgebiet im Mittelmeer gilt die Insel Gozo, die zur Republik Malta gehört. Die bekanntesten Tauchgebiete Italiens sind vorwiegend im Süden des Landes und um einige Mittelmeerinseln zu finden. Dazu zählen die Inseln Ustica – bekannt für Korallen – und Lipari, sowie Sardinien; hier sind Cagliari und Alghero hervorzuheben, wo mit den „Neptun Caves“ die größten Unterwasserhöhlen des Mittelmeers liegen. Nahe der sardinischen Halbinsel Sorrent befindet sich das Unterwasser-Schutzgebiet Punta Campanella. An der italienischen Adria ist die Inselgruppe Isole Tremiti als Tauchgebiet bekannt. Auf der spanischen Insel Mallorca gibt es zahlreiche gute Tauchplätze und die dazu gehörige Infrastruktur. In Griechenland sind in den letzten Jahren zahlreiche Tauchschulen in Athen, Thessaloniki, Nafplio und auf Korfu entstanden. Sehr bekannt fürs Tauchen ist die griechische Insel Chios. An der Nordküste von Kreta und bei Karavos gibt es Tauchtourismus. Das Wrack der Zenobia vor Zypern gehört zu den besten Tauchplätzen Europas. Weitere Tauchbasen gibt es rund um Kyrenia (Girne). Auch auf der türkischen Seite der Ägäis gibt es gute Möglichkeiten für Tauchgänge.
Binnengewässer

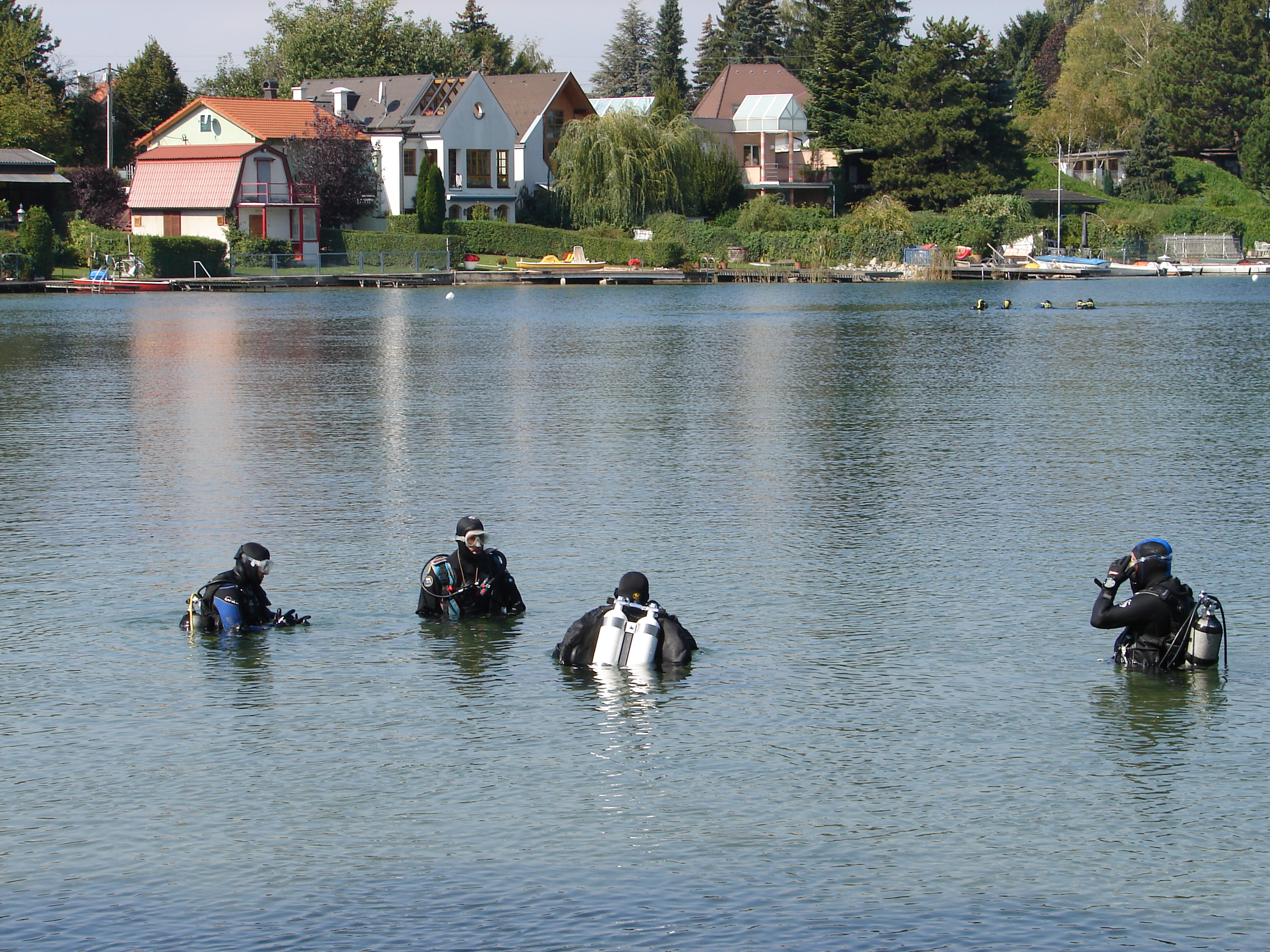
Taucher im Neufelder See (Österreich) machen sich zum Abtauchen bereit.

In vielen Seen von Mitteleuropa kann getaucht werden. Meist sind die Tauchgänge eher anspruchsvoll und man benötigt wegen der oft auch im Sommer niedrigen Temperaturen eine für Kaltwasser geeignete Ausrüstung. Es gibt zahlreiche spektakuläre Steilwände, einzigartige Felsformationen, kleinere Wracks und eine reiche Süßwasser-Fauna und -Flora zu bewundern. Das bekannteste Süßwasser-Wrack ist sicher die Jura im Bodensee. Der Genfersee, Attersee, Wolfgangsee, Comer See oder der Vierwaldstättersee bieten viele Möglichkeiten für Taucher. In den Flüssen Verzasca und Maggia können anspruchsvolle Strömungstauchgänge gemacht werden. In den Alpen gibt es kristallklare Bergseen. Der bekannteste unter Tauchen ist sicher der Stausee Lai da Marmorera, wo es ein ganzes überflutetes Dorf zu besichtigen gibt. Viele Taucher fahren auch an den Fernsteinsee oder den Samarangersee.

### Mittelamerika und Karibik
Karibik
Kuba, die Dominikanische Republik, die Bahamas sowie die Kleinen Antillen bieten große Artenvielfalt und tropisch warmes Wasser für Taucher. Rund um die vulkanischen Inseln Sint Maarten und Saba und St. Eustatius erstreckt sich eine üppige Unterwasser-Welt, mit vielen Korallen, Fischen und einzigartiger erstarrter Lavaströmen. Vor Tobago gibt es neben Korallengärten auch viele atlantische Großfische zu sehen. Dass die großzügigen Meeres-Naturschutzgebiete und um die drei Inseln Aruba, Bonaire und Curaçao zieht jährliche viele Taucher an. Die Riffe von Isla de la Juventud und Cayo Largo gelten als die Besten Tauchgebiete von Kuba. Entlang der östlichen Küste der Dominikanischen Republik und besonders auf der Samaná-Halbinsel gibt es gute aber nicht sehr spektakuläre Tauchplätze. Die Bahamas sind für Haifütterungen, Tauchen mit Delfinen und ähnliche menschengemachte Tauchattraktionen bekannt.
Mexiko

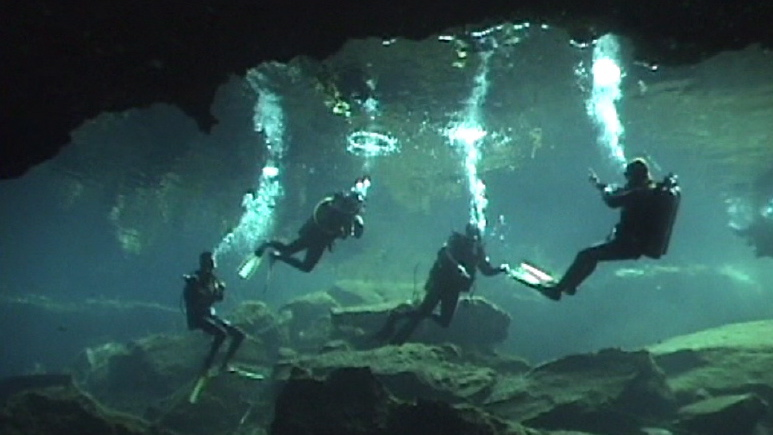
Höhlentaucher bei Tulum in Mexiko.

In Mexiko gibt es bekannte Tauchgebiete sowohl an der Pazifik- wie an der Atlantikküste, dort besonders an der Halbinsel Yucatán. Zu den beliebtesten Tauchgebieten zählen Los Cabos an der Pazifikküste, mit Wracks und Unterwasserhöhlen, Puerto Vallarta an der Pazifikküste, mit einem geschützten Riff südlich der Stadt, vor Mazatlán und die Insel Cozumel vor Yucatán.
Honduras und Costa Rica
Bei den karibischen Inseln Roatán, Guanaja und Utila liegen die bekanntesten Tauchplätze von Honduras. Im Belize Barrier Reef, dem zweitgrößten Korallenriff der Welt, gibt es neben diversen Korallenarten und großen Fischbeständen spektakuläre Canyons zu betrauchen. Die zu Costa Rica gehörende pazifische Isla del Coco bietet für erfahrene Taucher eine sehr abwechslungsreiche Unterwasser-Vulkanwelt. Trotz der großen Artenvielfalt gibt es dort wegen des kühlen Humboldtstroms keine Korallen.

### Nordamerika und Hawaii
Westküste

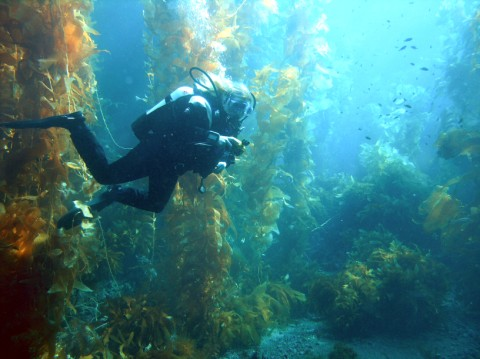
Taucher in einem Kelpwald vor der Küste von Kalifornien

In Alaska kann man Kaltwassertauchgänge von Kodiak Island, von Anchorage, von Sitka, von Juneau oder von Ketchikan aus machen. Einige der besten Tauchplätze von Kanada liegt vor der Stadt Campbell River auf Vancouver Island. Im Monterey Bay, wo wegen der Sardine-Fischerei schon vor Jahren getaucht wurde, wird auch heute noch viel getaucht. Bei Monterey kann man neben viel Kelp, Großfischen und Krabben, nicht selten auch Meeressäuger, Otter, Seehunde und See-Elefanten unter Wasser beobachten. Einzigartige Kaltwasser-Flora und -Fauna bietet der Channel-Islands-Nationalpark vor Santa Barbara, sowie rund um Santa Catalina Island vor Los Angeles. Die bekannteste Tauchdestination an der Westküste der USA ist sicher San Diego. Dort gibt es zahlreiche Tauchbasen und den staatlich geschützten San Diego-La Jolla Underwater Park an den La Jolla Shores.
Ostküste
Vor Morehead City (North Carolina) gibt es den sogenannten „Graveyard of the Atlantic“, wo gesunkene Frachter und U-Boote des „Unternehmens Paukenschlag“ ertaucht werden können.
Florida
Bekannt für das Tauchen im kristallklaren Flusswasser zusammen mit Rundschwanzseekühen ist der Crystal River. In der Nähe von High Springs (Florida) liegen die Gennie Springs. Diese Quellen gelten als einer der besten Süßwasser-Höhlen-Tauchplatz der USA. Auf den Florida Keys gibt es unzählige Möglichkeiten für interessant Tauchgänge. Dazu gehört das Davis Reef, gut sechs Kilometer vor Plantation Key auf Islamorada oder das Wrack der USS Spiegel Grove (LSD-32), dass man von Key Largo aus betauchen kann. Zahlreiche Tauchschulen gibt es auch in Pensacola, St. Petersburg, Cape Coral, West Palm Beach, Fort Lauderdale und Miami.
Binnengewässer
In allen der fünf Großen Seen, die im Nordosten der USA bzw. im Südosten von Kanada liegen, gibt es zahlreiche Wracks aus unterschiedlichen Epochen, die gut brauchbar sind. Im Lake Mead Stausee – in der Nähe von Las Vegas – kann auch getaucht werden.
Hawaii
Rund um jede Inseln von Hawaii gibt es bizarre Unterwasser-Vulkanlandschaften, pazifische Großfische, Meeresschildkröten und vielfältige Riffe zu sehen. Auf Kauaʻi gibt es erstklassige Tauchplätze bei Keé Lagoon, Tunnels Reef und Cannons. Niʻihau bietet die Möglichkeit zusammen mit Mönchsrobben zu tauchen. Die bekanntesten Tauchgründe von Big Island befinden sich bei Kona und Kohala. Besonders bekannt sind Cavern Point, Place of Refuge, Kailua Pier, Pine Trees und Red Hill. Maui bietet an der Westküste, die hoch frequentierten Tauchplätze Honolua Bay, Olowalu und Five Caves. Beliebt bei Tauchern ist auch Molokini Crater und ganz besonders Oʻahu, wo es am Waimea Bay, an der Küste von Wai’anae du, schwarzen Korallen und Schwärme gibt.

### Südamerika und Süd-Atlantik-Inseln
Ostküste
Als die drei besten Tauchgebiete Brasiliens gelten: Fernando de Noronha mit vielen Fisch- und Korallenarten, Parque Nacional Marinho dos Albrolhos, ein Unterwasser-Nationalpark vor der Küste von Caravelas sowie Búzios, nördlich von Rio de Janeiro. Viele Tauchschulen sind südlich von Joinville, zwischen Santos und Rio de Janeiro, vor Salvador, Maceió, Recife und Natal zu finden. Weitere Häufungen von Tauchbasen gibt es an Argentiniens Atlantik-Küste in Ushuaia auf Feuerland, Puerto Madryn und in Buenos Aires. In den letzten Jahren sind auch immer mehr Tauchschulen im kolumbianischen Bolívar entstanden.
Westküste

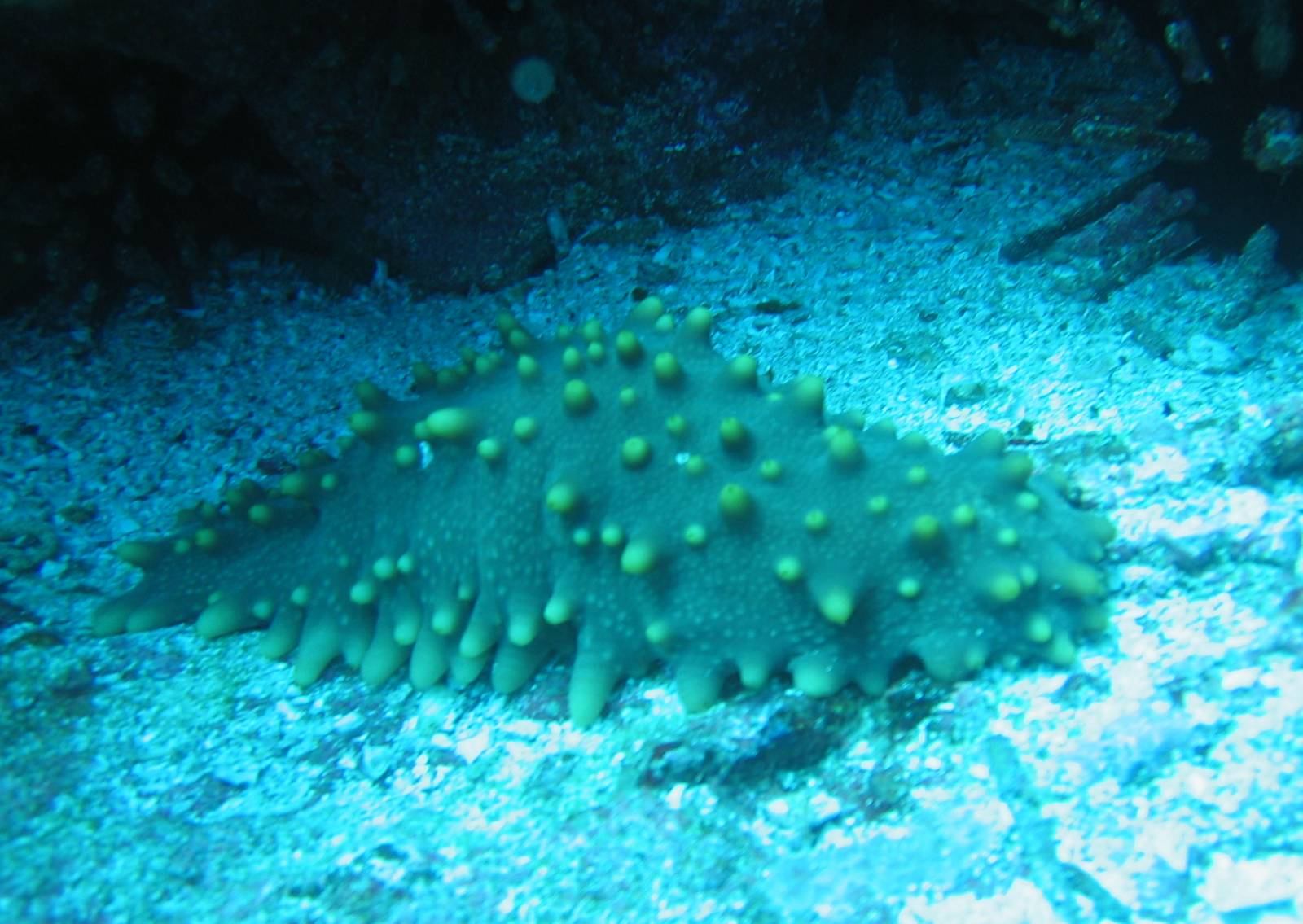
Seegurke (Stichopus fuscus) bei den Galápagos-Inseln

Wegen des kalten Humboldtstroms, der das Meer an der Westküste Südamerikas kühl macht, gibt es hier keine Korallen, stattdessen Meeressäuger und viel Kelp. Die zu Ecuador gehörenden Galápagos-Inseln bieten einen besonderen Reichtum an Großfischen, Wasserschildkröten, verschiedene Meeressäuger-Arten können regelmäßig beobachtet werden. In ecuadorianischen Salinas, im kolumbianischen Chocó, im peruanischen Chimbote und Lima sind Tauch-Shops zuhause. In Chile gibt es bei Puerto Montt, Valparaíso, Coquimbo und Antofagasta einige Tauchschulen.